# Dryopteris pseudolunanensis
Dryopteris pseudolunanensis är en träjonväxtart som beskrevs av Tag. Dryopteris pseudolunanensis ingår i släktet Dryopteris och familjen Dryopteridaceae. Inga underarter finns listade.